# Ховед (остров)

Остров Ховед (на английски: Hoved Island) е 82-рият по големина остров в Канадския арктичен архипелаг. Площта му е 158 км2, която му отрежда 125-о място сред островите на Канада. Административно принадлежи към канадската територия Нунавут. Необитаем.
Островът е разположен в дълбоко врязания в западното крайбрежие на остров Елсмиър Бауман фиорд, като на 1,2 км на североизток от него отстои брега на п-ов Свенсен, а на 6,5 на юг и запад – бреговете на п-ов Бьорне. От северозапад на югоизток дължината на острова е 16 км, а максималната му ширина – 8 км. Бреговата линия с дължина 55 км е слабо разчленена, като бреговете са стръмни, на места отвесни.
Релефът е хълмист с максимална височина до 350 м в най-югоизточната част. На острова има пет езера – едно по-голямо в центъра и четири по-малки в северната част.
Остров Ховед от норвежкия полярен изследовател Ото Свердруп през май 1900 г. по време на експедицията му (1898 – 1902) в Канадския арктичен архипелаг и е наречен от него „основен“, „главен“ (на норвежки: Hoved), тъй като за известно време му е служил за временна база.
|  | Тази страница частично или изцяло представлява превод на страницата Hoved Island в Уикипедия на английски. Оригиналният текст, както и този превод, са защитени от Лиценза „Криейтив Комънс – Признание – Споделяне на споделеното“, а за съдържание, създадено преди юни 2009 година – от Лиценза за свободна документация на ГНУ. Прегледайте историята на редакциите на оригиналната страница, както и на преводната страница, за да видите списъка на съавторите. ВАЖНО: Този шаблон се отнася единствено до авторските права върху съдържанието на статията. Добавянето му не отменя изискването да се посочват конкретни източници на твърденията, които да бъдат благонадеждни. |